# Snygg, sexig och singel
Snygg, sexig & singel (engelska: The Sweetest Thing) är en amerikansk långfilm från 2002 i regi av Roger Kumble, med Cameron Diaz, Christina Applegate, Selma Blair och Thomas Jane i rollerna. Robin Antin gjorde filmens koreografi.

## Handling
Filmen handlar om tre tjejer som bor i San Francisco. Under en utekväll träffar Christina (Cameron Diaz) en kille på en klubb som hon börjar gilla och åker därför tillsammans med Courtney (Christina Applegate) till hans hemstad, där de hör att han ska gifta sig, han ändrar sig dock och bestämmer sig för att lämna sin fästmö och leta upp Christina.

## Rollista
| Cameron Diaz        | – Christina Walters   |
| Christina Applegate | – Courtney Rockcliffe |
| Selma Blair         | – Jane Burns          |
| Thomas Jane         | – Peter Donahue       |
| Frank Grillo        | – Andy                |
| Jason Bateman       | – Roger Donahue       |
| Eddie McClintock    | – Michael             |
| Lillian Adams       | – Aunt Frida          |
| Johnny Messner      | – Todd                |
| Sybil Temtchine     | – Rebecca             |
| Parker Posey        | – Judy Webb           |
| Joe Bellan          | – Mr. Martin          |
| Chelsea Bond        | – Greta               |
| Richard Denni       | – Gramps              |
| Georgia Engel       | – Vera                |